# Kara śmierci na Łotwie
Przez pewien okres Łotwa pozostawała jedynym krajem w Unii Europejskiej, gdzie teoretycznie była możliwa kara śmierci za dokonanie morderstwa, jednakże tylko w czasie wojny. Kara ta została jednakże zniesiona w 2011.
Kraj ten odzyskał niepodległość w 1991 po rozpadzie ZSRR. Po roku 1991 kara śmierci w sprawach przeciwko cywilom była możliwa tylko w przypadku zabójstw. Jedyną metodą wykonania egzekucji, podobnie jak za czasów sowieckich, był pojedynczy strzał w tył głowy. Ostatnia taka egzekucja w tym kraju miała miejsce w styczniu 1996 roku. Rok wcześniej (1995) Łotwa została członkiem Rady Europy.
Jesienią 1996 roku, prezydent Guntis Ulmanis zadeklarował, że nie dopuści do wykonania żadnego wyroku śmierci na skazanych.
Na Łotwie kontynuowano orzekanie kary śmierci do roku 1998. 15 kwietnia 1999 ogłoszono zniesienie kary śmierci w czasie pokoju w związku z ratyfikacją Protokołu nr 6 do Europejskiej Konwencji Praw Człowieka. W 2002 roku Łotwa podpisała protokół 13 Europejskiej Konwencji Praw Człowieka, który znosi karę śmierci we wszelkich okolicznościach, jednak ratyfikowała go w 2011 roku. W 2013 roku Łotwa przystąpiła do Drugiego protokołu fakultatywnego Międzynarodowego paktu praw obywatelskich i politycznych.

## Wznowienie dyskusji nad przywróceniem wykonywania kary śmierci przed jej ostatecznym zniesieniem
We wrześniu 2008 była minister obrony Linda Mūrniece opowiedziała się za referendum w sprawie przywrócenia kary śmierci. Pomysł poparli Gaidis Bērziņš (łotewski szef Ministerstwa Sprawiedliwości) oraz Mareks Segliņš (szef łotewskiego MSW). Deklaracje polityków były reakcją na ujawnione wcześniej zabójstwo Dainy, 11 letniej dziewczynki, której ojciec – Ivars Grantiņš – poderżnął gardło. Po jego zatrzymaniu okazało się, iż w bestialski sposób zamordował również dwie inne kobiety, których ciała porzucił w lesie. W wywiadzie dla publicznego radia Bērziņš twierdził, iż dla takich ludzi nie powinno być miejsca w społeczeństwie. Minister dodał, że niezależnie od tego, czy jego pogląd jest popularny czy nie, powyższy przypadek wymaga wznowienia dyskusji dotyczącej zasadności stosowania kary śmierci na Łotwie. Mareks Segliņš stwierdził: Jeżeli jesteśmy w Unii Europejskiej, to musimy przestrzegać jej standardów, jednakże chciałbym przypomnieć, że byłem przeciwko zniesieniu kary śmierci.